# Hjaltason
Hjaltason ist ein männlicher isländischer Name.

## Herkunft und Bedeutung
Der Name ist ein Patronym und bedeutet Hjaltis Sohn. Die weibliche Entsprechung ist Hjaltadóttir (Hjaltis Tochter).

## Namensträger
- Karl Gauti Hjaltason (* 1959), isländischer Politiker
- Ólafur Hjaltason (1491–1569), isländischer Bischof
- Þórvaldr Hjaltason, isländischer Skalde